# Laura van Geest
L.B.J. (Laura) van Geest (Den Haag, 22 april 1962) is een Nederlands econoom en bestuurskundige. Sinds 1 februari 2020 is zij bestuursvoorzitter van de Autoriteit Financiële Markten (AFM).

## Opleiding en werk
Van Geest studeerde af in algemene economie (1989) en bestuurskunde (1992) aan de Erasmus Universiteit Rotterdam. Voorts voltooide zij in 1992 de beroepsopleiding financieel-economisch beleidsmedewerker.
In 1990 trad Van Geest in dienst van het ministerie van Financiën bij de directie Buitenlandse financiële betrekkingen als coördinator Economische en Monetaire Unie (EMU). Haar Haagse werkzaamheden onderbrak zij van 1995 tot 1998 voor werkzaamheden als adviseur op het kiesgroepkantoor van Nederland bij het Internationaal Monetair Fonds (IMF).
Nadien was Van Geest onder meer (plaatsvervangend) directeur Algemene financiële en economische politiek (2002-2006), thesaurier-generaal (2006-2007) (als eerste vrouw ooit) en directeur-generaal Rijksbegroting (2008-2013); voorts was Van Geest loco-secretaris-generaal.
Van 2013 tot 2020 was Van Geest de eerste vrouwelijke directeur van het Centraal Planbureau (CPB), en in die hoedanigheid tevens kroonlid van de Sociaal-Economische Raad (SER). Op 1 februari 2020 werd ze bestuursvoorzitter van de Autoriteit Financiële Markten (AFM). Per 1 februari 2024 werd ze herbenoemd als bestuursvoorzitter van de AFM voor een periode van 4 jaar.
- Virtual International Authority File: 86147266567635480340